# Thomas König (Sportmoderator)
Thomas König (* 14. Dezember 1964 in Bregenz, Vorarlberg) ist ein österreichischer Sportmoderator beim ORF.

## Leben
Thomas König studierte Rechtswissenschaften in Innsbruck und Wien. 1994 wurde er freier Mitarbeiter in der Sportredaktion des ORF-Landesstudios Vorarlberg, bei dem er seit April 2005 Sportchef ist.

### Moderation
König kommentiert für den ORF in erster Linie Fußballspiele, Handballspiele, Ski-alpin-Rennen und Leichtathletik.
Bei den Ski-Weltmeisterschaften 2001 in St. Anton am Arlberg, 2003 in St. Moritz sowie 2005 in Bormio war Thomas König Berichterstatter für die ORF-Nachrichtensendung Zeit im Bild. Bei den Olympischen Winterspielen 2006 in Turin kommentierte er die alpinen Skibewerbe der Damen und war einer der Präsentatoren.
Als Fußball-Live-Kommentator bei Großereignissen war König bei der Fußball-Europameisterschaft 2000 in Belgien und den Niederlanden, der Fußball-Weltmeisterschaft 2002 in Japan und Südkorea, der Fußball-Europameisterschaft 2004 in Portugal, der Fußball-Europameisterschaft 2008 in Österreich und der Schweiz, der Fußball-Weltmeisterschaft 2010 in Südafrika, der Fußball-Europameisterschaft 2012 in Polen und der Ukraine, der Fußball-Weltmeisterschaft 2014 in Brasilien, der Fußball-Europameisterschaft 2016 in Frankreich, der Fußball-Weltmeisterschaft 2018 in Russland, der paneuropäischen Fußball-Europameisterschaft 2021 sowie bei der Fußball-Weltmeisterschaft 2022 in Katar im Einsatz.
Bei den Fußball-Europameisterschaften 2008 und 2016 sowie den Fußball-Weltmeisterschaften 2010 und 2018 kommentierte König jeweils das Endspiel, 2014 das Spiel um den dritten Platz.